# Melchor Ocampo kommun, Zacatecas
Melchor Ocampo är en kommun i Mexiko.   Den ligger i delstaten Zacatecas, i den centrala delen av landet, 700 km norr om huvudstaden Mexico City.
Följande samhällen finns i Melchor Ocampo:
- Melchor Ocampo
- Tierra y Libertad
- Santa Elena de la Cruz